# Moritz Jahn
Moritz Jahn, geboren als Moritz Glaser (Hamburg, 17 april 1995), is een Duitse acteur. Hij is bekend geworden door zijn rol als Karol in de Duitse serie Die Pfefferkörner.

## Discografie
- 2011: Voll im Leben
- 2019: Goliath – Live Session (single)
- 2019: Back to The Roots (single), Titelsong voor de film Get Lucky – Sex verändert alles
- 2019: Love, Hate, and The Mistakes Of A Lifetime (single)
- 2019: Part Of The World (single)
- 2019: Time (single)
- 2019: Love, Hate, and The Mistakes Of A Lifetime (ep)
- 2020: GHoST – Live Session (single)
- 2020: Boston II (single)
- 2020: Blue Blue Moon (single)
- 2020: Rascals (ep)
- 2020: Emerald Beauty (single)
- 2020: 2Nd Salt
- 2020: Burning Rivers

- Gemeinsame Normdatei: 1013717902
- International Standard Name Identifier: 0000 0001 3329 3004
- Virtual International Authority File: 173665139
- WorldCat: E39PBJwCYhTKpTw3fQxYvvrrMP